# Anchonium
- Commons
- Wikispecies

Anchonium DC.  é um género botânico pertencente à família Brassicaceae.

## Espécies
Apresenta sete espécies:
- Anchonium billardierii
- Anchonium brachycarpum
- Anchonium elichrysifolium
- Anchonium persicum
- Anchonium ramosissimumo
- Anchonium sterigmoides
- Anchonium tournefortii